# Peptid giống Glucagon-2
Peptid giống Glucagon-2 (GLP-2) là một peptide 33 amino acid với trình tự HADGSFSDEMNTILDNLAARDFINWLIQTKITD (xem amino acid tạo protein) ở người. GLP-2 được tạo ra bởi sự phân cắt protein sau dịch mã cụ thể của proglucagon trong một quá trình cũng giải phóng peptide giống như glucagon-1 (GLP-1). GLP-2 được sản xuất bởi tế bào L nội tiết đường ruột và bởi các tế bào thần kinh khác nhau trong hệ thống thần kinh trung ương. GLP-2 ruột được đồng tiết ra cùng với GLP-1 khi ăn chất dinh dưỡng.
Khi được sử dụng bên ngoài, GLP-2 tạo ra một số tác dụng ở người và động vật gặm nhấm, bao gồm tăng trưởng đường ruột, tăng cường chức năng đường ruột, giảm phân hủy xương và bảo vệ thần kinh. GLP-2 có thể hoạt động theo kiểu nội tiết để liên kết sự tăng trưởng và chuyển hóa đường ruột với lượng dinh dưỡng. GLP-2 và các chất tương tự có liên quan có thể là phương pháp điều trị hội chứng ruột ngắn, bệnh Crohn, loãng xương và là liệu pháp bổ trợ trong quá trình hóa trị ung thư.